# OTUD6B
OTUD6B (англ. OTU domain containing 6B) – білок, який кодується однойменним геном, розташованим у людей на короткому плечі 8-ї хромосоми. Довжина поліпептидного ланцюга білка становить 293 амінокислот, а молекулярна маса — 33 813.
| 10         |  | 20         |  | 30         |  | 40         |  | 50         |
| ---------- |  | ---------- |  | ---------- |  | ---------- |  | ---------- |
| MEAVLTEELD |  | EEEQLLRRHR |  | KEKKELQAKI |  | QGMKNAVPKN |  | DKKRRKQLTE |
| DVAKLEKEME |  | QKHREELEQL |  | KLTTKENKID |  | SVAVNISNLV |  | LENQPPRISK |
| AQKRREKKAA |  | LEKEREERIA |  | EAEIENLTGA |  | RHMESEKLAQ |  | ILAARQLEIK |
| QIPSDGHCMY |  | KAIEDQLKEK |  | DCALTVVALR |  | SQTAEYMQSH |  | VEDFLPFLTN |
| PNTGDMYTPE |  | EFQKYCEDIV |  | NTAAWGGQLE |  | LRALSHILQT |  | PIEIIQADSP |
| PIIVGEEYSK |  | KPLILVYMRH |  | AYGLGEHYNS |  | VTRLVNIVTE |  | NCS        |

A: Аланін

C: Цистеїн

D: Аспарагінова кислота

E: Глутамінова кислота

F: Фенілаланін

G: Гліцин

H: Гістидин

I: Ізолейцин

K: Лізин

L: Лейцин

M: Метіонін

N: Аспарагін

P: Пролін

Q: Глутамін

R: Аргінін

S: Серин

T: Треонін

V: Валін

W: Триптофан

Кодований геном білок за функціями належить до гідролаз, протеаз, тіолових протеаз. 
Задіяний у таких біологічних процесах, як убіквітинування білків, ацетилювання, альтернативний сплайсинг. 